# Eugeniusz Pękała

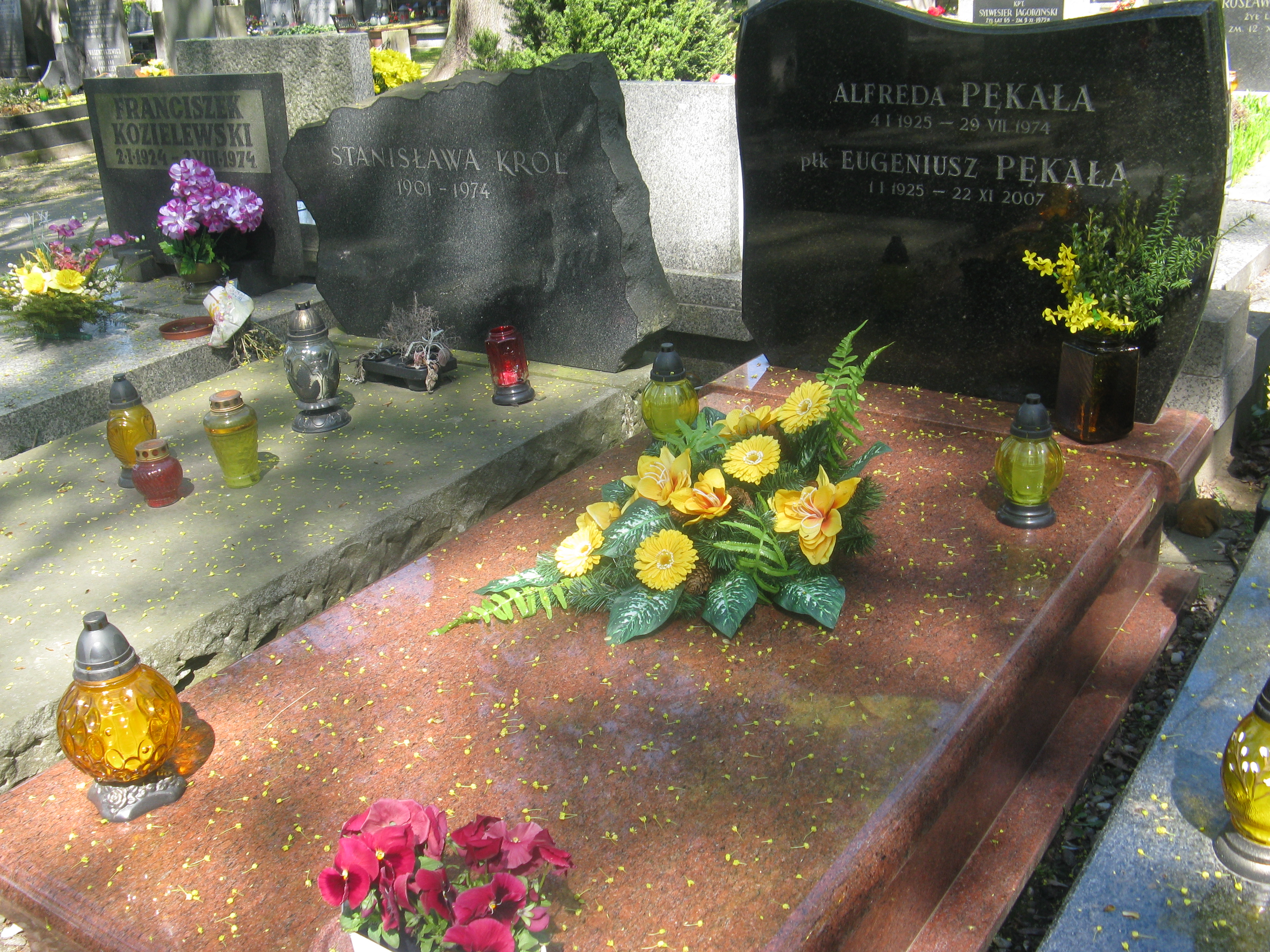
Grób Eugeniusza Pękały na Cmentarzu Wojskowym na Powązkach

Eugeniusz Pękała (ur. 1 stycznia 1925 w Myślachowicach, zm. 22 listopada 2007 w Warszawie) – funkcjonariusz kontrwywiadu i wywiadu PRL, dyplomata.

## Życiorys
Syn Rudolfa i Otylii. Był członkiem oddziału partyzanckiego Armii Ludowej im. Ludwika Waryńskiego na Podhalu (1944–1945). W MBP od 5 lutego 1945, m.in. jako funkcjonariusz na kierowniczych stanowiskach w Wojewódzkim Urzędzie Bezpieczeństwa Publicznego (WUBP/WUdsBP) w Krakowie (1946–1955); w tym okresie był też słuchaczem Centralnej Szkoły Centrum Wyszkolenia MBP w Legionowie (1947–1948). Następnie przeszedł do wywiadu: był kierownikiem rezydentury w Berlinie (1955–1956), kier. rezydentury w Ambasadzie PRL w Bernie (1956–1960), funkcjonariuszem Departamentu I MSW (1960–1965), zastępcą dyrektora Departamentu I MSW - wywiadu w randze płk. (1965–1975), szefem Polskiej Misji Wojskowej w Berlinie Zachodnim (1975–1979). Po przejściu na emeryturę był zatrudniony w Dziale Dokumentacji PAP. Pochowany na cmentarzu Powązki Wojskowe w Warszawie (kwatera B16-4-24).